# 로키의 사트르
로키의 사트르(Loka Táttur)는 페로 제도에 전승되는 사트르다. 노르드 신화의 신들이 민담에 직접 등장하는 매우 드문 사례로 꼽힌다.
중세 말기에 형성된 것으로 추측된다. 덴마크의 식물학자이자 성직자인 한스 크리스티안 륑그뷔에가 1822년 「로키의 사트르」를 비롯한 페로 제도의 민담들을 처음으로 채록해 페로어-덴마크어 대역본으로 출간했고, 1851년 벤케슬라우스 울리쿠스 하메르샤임이 덴마크어 산문본을 출판했다.
줄거리는 다음과 같다. 한 농부가 거인과 내기를 했다가 져서 아들을 거인에게 빼앗기게 생겼다. 농부는 차례대로 오딘, 회니르, 로키에게 도와달라고 빌었다. 오딘은 하룻밤 사이 밭의 곡묵을 자라게 하고, 소년을 밭 한가운데의 도끼 위에 올려진 알곡 한 알로 만들어 숨긴다. 소년은 거인의 손이 다른 알곡을 쓸고 다니는 것을 보고 두려워한다. 하지만 오딘은 자기 할 일은 다 했다며 소년을 부모에게 돌려보내고 가 버린다. 회니르는 소년을 해협 위를 나는 일곱 마리 백조 가운데 한 마리의 머리 깃털로 만들어 숨긴다. 소년은 거인의 입에 다른 깃털들이 삐져나온 것을 보고 두려워한다. 하지만 회니르도  자기 할 일은 다 했다며 소년을 부모에게 돌려보내고 가 버린다. 로키는 농부에게 입구가 넓은 정고(艇庫)를 짓고 입구에 무쇠 말뚝을 박으라고 지시한다. 그 뒤 로키는 배가 정박되어 있는 해변으로 나가, 배를 바다로 몰고 가서 묵직한 낛싯바늘을 바다 밑으로 던져 도다리 한 마리를 잡는다.  로키는 소년을 도다리 알집 속의 낱알로 만들어 숨긴다. 해변에서 로키를 본 거인은 밤새 어디를 쏘다녔냐고 묻는다. 로키는 밤새 노를 젓느라 제대로 쉬지 못했다고 말하고, 거인과 함께 낚시를 나간다. 거인이 낚싯줄을 드리우고 도다리 세 마리를 잡는다. 세 번째 도다리는 색이 검은색이었는데, 로키가 그 도다리를 자리에게 달라고 한다. 거인은 싫다고 거절하고, 농부의 아들이 도다리 알로 변신해 숨어 있으리라 생각하고 알의 개수를 헤아리기 시작한다. 소년은 다른 알이 거인의 손아귀에서 짓이겨지는 것을 보고 두려워한다. 로키는 소년에게 거인에게 보이지 않도록 자기 뒤에 앉으라고 말한 뒤, 해변에 닿으면 모래 위에 발자국이 남지 않을 정도로 가볍게 뛰어내리라고 이른다. 배가 해변에 닿자 로키가 일러준 대로 소년이 뭍에 뛰어올랐고, 그것을 본 거인은 소년을 쫓아가려 하지만 무릎까지 모래에 파묻혀 빠르게 쫓아가지 못한다. 소년은 아버지가 지은 정고까지 걸음아 날 살려라 달아나고, 그것을 쫓아가던 거인은 정고 입구에 박아놓은 말뚝에 부딪혀 머리가 박혀 버린다. 로키가 거인의 두 다리를 잘라 죽이고 아이를 부모에게 데려다 준 뒤 부탁받은 대로 다 이루어졌다고 말한다.
이 이야기는 동화에 불과하지만, 신화 서사시에 나오는 삼신, 즉 오딘과 회니르와 로키가 등장한다는 점이 특이하다. 이 트리오는 『신 에다』의 샤치 에피소드, 『고 에다』의 「레긴이 말하기를」, 『훌드의 사가』 등에 고정적으로 등장한다. 또한 로키가 선신으로 등장하면서 교활한 면모 역시 유지하고 있다는 것도 특이한 점이다. 하메르샤임 등 일부 학자들은 이 이야기가 농사를 관장하는 오딘, 물새를 관장하는 회니르, 생선을 관장하는 로키의 모습을 보여줌으로써 페로인의 삶의 기저를 반영하고 있다고 해석했다.
륑그비에의 대역본에는 「로키의 사트르」 바로 앞에 「스크림슬라」가 수록되어 있는데, 여기서 거인의 이름이 스크림슬리(skrímsli)이며 거인과 농부가 했던 내기는 체스였다고 한다.